# Estadio Flaviano Díaz
El estadio Flaviano Díaz es un estadio de fútbol de Paraguay que se encuentra ubicado en el barrio Obrero de la ciudad de Asunción.
En este escenario, que cuenta con capacidad para 1000 personas sentadas, hace las veces de anfitrión el equipo de fútbol del Atlántida Sport Club.

## Historia
El predio data de los primeros años de fundación del club en 1906, siendo inicialmente solo una cancha y creciendo con el paso del tiempo hasta convertirse en un pequeño estadio con graderías de cemento.

Vista panorámica de la cancha.

En el año 2001 el club compró 50 hectáreas en Nueva Asunción (Ex Chaco'i) (a 10 km de Asunción), con la intención de construir un nuevo estadio allí en el futuro.
En septiembre de 2021, el club inició la construcción de su nuevo estadio en Nueva Asunción con capacidad inicial para 7.000 espectadores y una capacidad final proyectada para 18.000 espectadores. Confirmando que se mudará allí una vez las obras estén terminadas en 2026.
Por lo que el estadio Flaviano Díaz del barrio Obrero de Asunción se convertirá solo en su sede social, manteniendo solo su cancha de futsal e infraestructuras menores, mientras que su cancha de césped desaparecerá por completo y será alquilada a una empresa privada para la construcción de un centro comercial.